# Издательство Московской Патриархии

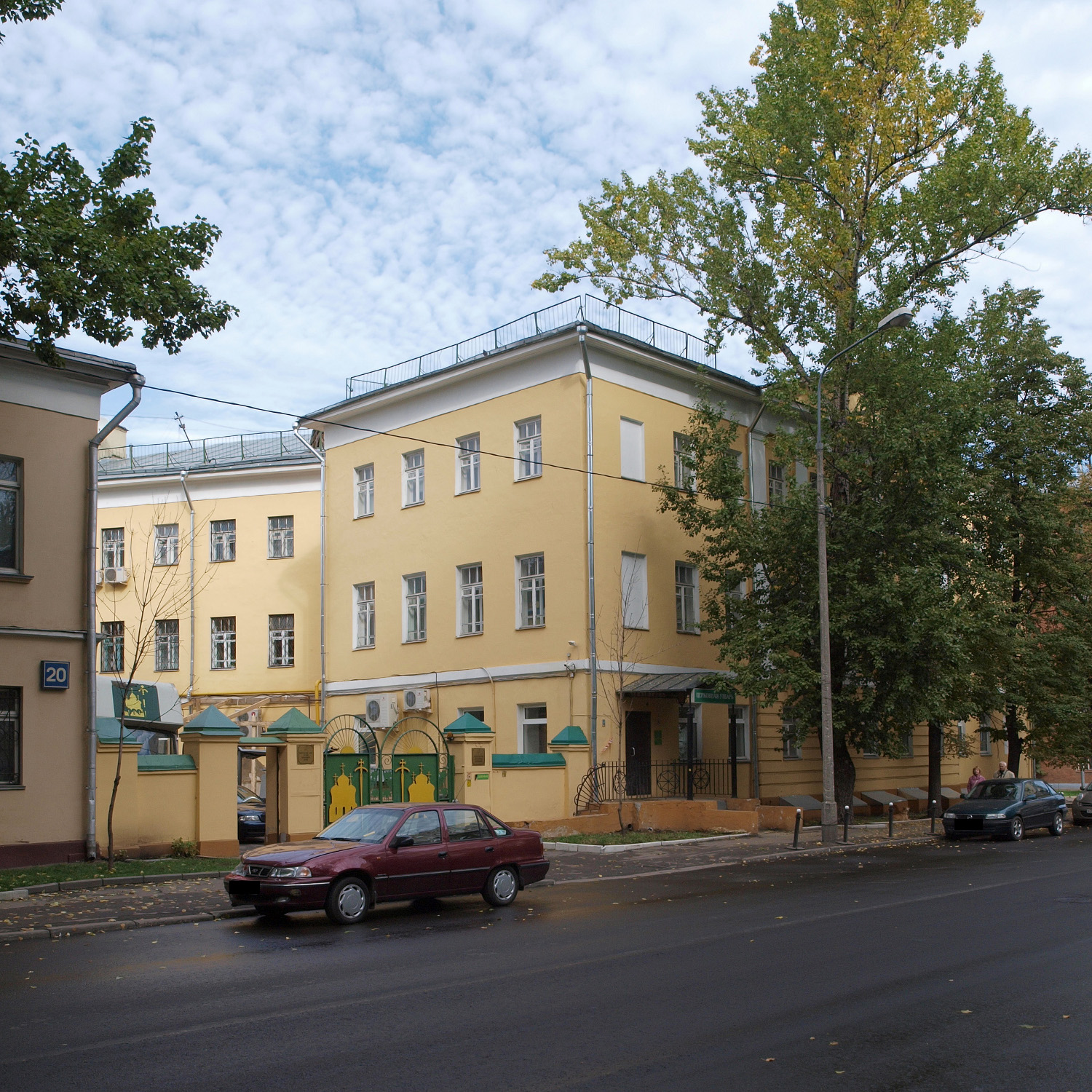

Изда́тельство Моско́вской Патриархи́и — официальное издательство Русской православной церкви. В задачи Издательства входит издание официальных документов, богослужебной, научно-богословской, календарной и иной литературы, необходимой для жизнедеятельности Церкви, а также официальных периодических изданий Московского патриархата. В Издательство входят календарный отдел, отделы богослужебной, научно-богословской, духовно-просветительской и детской, нотной литературы, редакции «Журнала Московской Патриархии» и альманаха «Богословские труды», отдел звукозаписи и аудиоизданий, а также библиотека и фототека. Издательство имеет собственную систему распространения книжной продукции, включающую развитую сеть оптовой и розничной торговли.

## История
24 ноября 1994 года определением Священного Синода Русской православной церкви было образовано Издательство Московской Патриархии. Издание центральных органов церковной печати и церковного календаря решением Архиерейского собора, заседавшего 29 ноября — 2 декабря 1994 года было передано в ведение Московской Патриархии.
22 февраля 1995 года Священный Синод РПЦ преобразовал Издательский дом Московского Патриархата «Хроника» в Издательство Московской Патриархии и утвердил представленный проект устава Издательства, в основу которого положен устав Издательского дома «Хроника». Были преодолены проявившиеся в первой половине 1990-х годов трудности в издательской работе; издательский процесс был компьютеризован, увеличилось и обновилось полиграфическое оборудование, особое внимание было обращено на совершенствование оборудования для цветной полиграфии, а также на состыковку издательского и типографского процессов.
Главным направлением работы Издательства Московской Патриархии оставался выпуск богослужебных книг — репринтное воспроизводство старых изданий, публикация новых изданий богослужебных текстов. В 1996 году для подготовки кадров в области церковной журналистики на базе Издательства был создан Институт церковной журналистики и издательского дела, впоследствии реорганизованный в факультет Российского православного университета святого апостола Иоанна Богослова).
В 1997 году в Издательстве был воссоздан на новом техническом уровне отдел звукозаписи, который начал выпускать компакт-диски с записями богослужений в храмах Московского Кремля, в Храме Христа Спасителя, церковных, монастырских и епархиальных хоров Русской Церкви. Освоение новых информационных технологий привело к созданию сайта Издательства в интернете, благодаря чему для верующих, в том числе для русскоязычного зарубежного населения, открылся новый канал доступа к православной литературе. Были созданы базы данных по разделам православного вероучения и жизни Церкви, а также по библиографии, агиографии, персоналиям, канонике, экзегетике, иконоведению, гимнографии, по истории храмов и монастырей Русской православной церкви.
До марта 2009 года Издательский совет Московского патриархата и Издательство Московской Патриархии возглавлялись одним лицом. Из-за фактического соединения с Издательством Московской Патриархии функции центрального церковного издательства превалировали в работе Издательского совета над возложенными на совет как на исполнительный синодальный орган задачами организации издательского дела всей Русской Церкви, координации деятельности церковных издательств. 31 марта 2009 года решением Связанного Синода РПЦ де-факто издательство Московской патриархии отделяется от Издательского совета, становясь самостоятельной структурой.

## Руководители
- Иов (Тывонюк) (24 ноября 1994 — 17 июля 1995), врио
- Тихон (Емельянов) (17 июля 1995 — 28 декабря 2000)
- Владимир Силовьев (28 декабря 2000 — сентябрь 2017)
- Николай (Погребняк) (с сентября 2017) и. о. до 19 октября 2017 года